# Taxiphyllum cavernicola
Taxiphyllum cavernicola là một loài Rêu trong họ Hypnaceae. Loài này được (Cardot) Thér. miêu tả khoa học đầu tiên năm 1933.